# Koberštejn
Koberštejn (deutsch Koberstein) ist die Ruine einer Höhenburg im Altvatergebirge. Sie liegt bei Zlaté Hory (Zuckmantel) im Okres Jeseník in Tschechien.

## Geschichte
Die Quellenlage über die Burg ist dünn. Nach archäologischem Befund stammt die Burg vom Ende des 13. Jahrhunderts und wurde schon im folgenden Jahrhundert aufgegeben. Erst 1687 erschien der erste schriftliche Bericht, in dem die Burg schon als wüst bezeichnet wird. Die Burg an der südlichen Grenze des Fürstentums Neiße schützte vermutlich den Weg zwischen Zuckmantel (Zlaté Hory) und Würbenthal (Vrbno), einen Teil der Handelsstraße entlang der Schwarzen Oppa. Möglicherweise wurde Koberstein als Gegenstück zur nahe gelegenen mährischen Quinburk errichtet. Zu Beginn des 14. Jahrhunderts gehörte die Burg den Herzögen von Troppau und wurde vermutlich während der Regierungszeit von Nikolaus II. wiederhergestellt, jedoch irgendwann bis Mitte des 15. Jahrhunderts aufgegeben.

## Bauwerk
Die Burg mit einem Grundriss von 85 × 100 Meter steht auf einem gegen die Straße vorspringenden Felsen. Gegen den hohen Schlossberg war die Burg Koberstein durch einen halbkreisförmigen Graben geschützt. In der ersten Bauphase bestand die Burg aus einem Torturm und der dahinter gelegenen Kernburg, die durch Felsen geschützt war. Beim Umbau im 14. Jahrhundert wurden der Bergfried mit einem Treppenhaus ausgestattet und der Palas erhöht. Auch wurde der zweite Wall mit einer Mauer verstärkt und auf dem höchsten Punkt eine runde Bastei erbaut.